# Plebejus brunnea
Plebejus brunnea är en fjärilsart som beskrevs av Courvoisier 1911. Plebejus brunnea ingår i släktet Plebejus och familjen juvelvingar. Inga underarter finns listade i Catalogue of Life.